# فيليب ويبيش
فيليب ويبيش (بالبولندية: Filip Wypych)‏ (مواليد 20 أبريل 1991) هو سبّاح بولندي، مثّل بلاده في الألعاب الأولمبية الصيفية 2016.

## روابط خارجية
فيليب ويبيش على موقع الاتحاد الدولي للسباحة (الإنجليزية)
- فيليب ويبيش على موقع SwimRankings.net (الإنجليزية)
- فيليب ويبيش على موقع أوليمبيديا (الإنجليزية)
- فيليب ويبيش على موقع اللجنة الأولمبية البولندية (مؤرشف) (البولندية)